# Michiaki Kakimoto
Michiaki Kakimoto (jap. 柿本 倫明 Kakimoto Michiaki; ur. 6 października 1977) – japoński piłkarz występujący na pozycji napastnika.

## Kariera klubowa
Od 2000 do 2010 roku występował w klubach Avispa Fukuoka, Clementi Khalsa, Oita Trinita, Shonan Bellmare, Cerezo Osaka i Matsumoto Yamaga FC.